# Un inverno freddo freddo
Un inverno freddo freddo è un film del 1996 diretto da Roberto Cimpanelli.
Il film ripropone la coppia Marco Messeri/Paola Tiziana Cruciani, che è la stessa della fortunata sitcom Stazione di servizio.

## Trama
Una donna di origine francese, Guya, apre un salone di bellezza a Trastevere contraendo un debito con il dottor Crocchia, uno strozzino. Non riuscendo a pagare i trecento milioni che deve all'uomo, è costretta a dover chiudere il negozio. Ma le sue lavoranti, Danila, Monica e Rosanna, donne semplici ma dal grande cuore, uniranno le forze per aiutarla a trovare una soluzione.